# Geppetto Belsőépítész Stúdió
A Geppetto Belsőépítész Stúdiót, 1996-ban alapította Elek Márton, Elek Máté testvérpáros és Kovács Dénes, akkor még egyedi bútorokat gyártó és kivitelező asztalosműhelyként, a kivitelezés felől megközelítve a tervezést. A 2000 óta önálló tervezőirodaként működő stúdió több tervezővel kiegészülve számos rangos külföldi díjban részesült és az első magyar kiállítói voltak a londoni 100% designnak és a milánói iSaloni-nak. Tevékenységi körük elsősorban az otthonteremtő belsőépítészeti tervezésre fókuszál, mely mellett az üzleti tervezés is szerepet játszik.
Tudjuk, hogy sokszor egy hosszú, költséges és fárasztó építkezés után a használat során derül ki, a terek és bútorok nem igazán szolgálják a házban élők igényeit. Ez vezet el ahhoz, hogy a lakók inkább elköltöznek vagy átalakíttatnak, ismét jelentős költségeket és hulladékot termelve. Mindezt annak ellenére, hogy az otthonteremtés és az építkezés az élet egyik legnagyobb örömforrása lehet, izgalmas kihívásokkal erősítve az abban résztvevők személyes kapcsolatát. A Geppetto több mint negyed évszázados tervezési módszertana ezt a problémát orvosolja azáltal, hogy a személyes igényeket felmérő kérdések mellett önismereti fázisokon is átkísérik az építkezőket. Ezáltal olyan terek születnek, amelyeket a beköltözés után egyre jobban és jobban szeretnek. Ezt a tervezési metódust nevezzük Legbelsőépítészetnek, hiszen önnön belső lényünk felé visz, lecsupaszítva és hátrahagyva az aktuális trendeket, üres vágyakat.
Napjainkban egyre magasabbak az építkezéssel és átalakítással kapcsolatos költségek, emellett pedig sokan esnek abba a hibába, hogy sablonmegoldásokat keresnek, illetve egy divat sugallta álomképet követnek. A Geppetto irodát felkereső érdeklődők ezzel szemben a valós igényeikre formált terek és funkciók megvalósítását várják el a tervezőktől. Küldetésük, hogy ezt a gondolkodásmódot, filozófiát minél több, a környezetünk formálásában részt vevő szakember, építész, belsőépítész, lakberendező sajátítsa el. Ezt elősegítve egy széles körűen használható oktatási anyagot is létrehoztak; eddig már több tucat tervező vett részt az ismeretterjesztő workshopjaikon.

## Kiállítások (válogatás)
- 2010 Lakástrend,[1] Made in Hungary,[2] Budapest
- 2009 Growing Materials, Lausanne
- 2009 Design Week, Soft is the New Cool,[3] New York
- 2008 Multiplycity, Museum and School of Art+Design. K-okos, New York
- 2008 Growing Materials, meghívott kiállító,[4] Párizs
- 2006 Salone Satellite,[5] Milánó
- 2006 Lakástrend,[6] Műcsarnok, Budapest
- 2004 Design block, első magyar meghívott kiállító, Prága
- 2004 Promosedia, meghívott kiállító, Udine
- 2004 OH! (Objects from Hungary)[7] Bécs és Trencin
- 2004 Salone Satellite, első magyar kiállító,[8] Milánó
- 2004 Lakástrend,[9] Budapest
- 2004 Udine, Promosedia, meghívott kiállító
- 2003 100% design, első magyar kiállító, London
- 1999 Absolut Design,[10] Budapest

## Díjai (válogatás)
- 2006 Magyar Formatervezési Díj pályázaton, különdíj az Air1 hangfalra[11][12]
- 2005 Bécs, H.O.M.E magazin különdíja a Cyclops PC-egér-re
- 2003 Magyar Formatervezési Díj pályázaton, elismerő oklevél a B-mek állólámpára[13]